# 101331 Sjöström
101331 Sjöström è un asteroide della fascia principale. Scoperto nel 1998, presenta un'orbita caratterizzata da un semiasse maggiore pari a 1,9120738 au e da un'eccentricità di 0,0514350, inclinata di 21,87382° rispetto all'eclittica.
L'asteroide è dedicato al regista ed attore svedese Victor Sjöström.